# Aleijda Wolfsen
Aleijda Wolfsen (* 22. Oktober 1648 in Zwolle; † 25. August 1692 ebenda) war eine niederländische Malerin.

## Leben
Aleijda Wolfsen wurde am 22. Oktober 1648 als Tochter des Bürgermeisters von Zwolle und Ratsmitglied im Rat von Brabant und Sekretär des Rechnungshofs Hendrik Wolfsen (1615–1684) und Aleijda Verwers (1626–1665) geboren. Sie heiratete am 5. Oktober 1667 in Rijswijk den Bürgermeister Pieter Soury. Aus dieser Ehe gingen fünfzehn Kinder hervor, von denen zehn das Erwachsenenalter erreichten.
Da ihr Vater Mitglied des Magistrats von Zwolle war, hielt er sich als Vertreter der Stadt bei den Generalstaaten der Republik und ab 1656 als Stadtrat im Rat von Brabant regelmäßig in Den Haag auf. Die Familie zog schließlich im Oktober 1657 nach Den Haag. Aleijdas Mutter, die selbst Tochter eines Kaufmanns und Bürgermeisters von Zwolle war, starb 1665 bei der Geburt ihres elften Kindes. Ihr Vater heiratete im Juli 1668 erneut. Aleijda Wolfsen wurde Malerin, vermutlich war sie Schülerin von Caspar Netscher, hielt sich in einem Umfeld auf und machte sich in Den Haag einen Namen als Malerin.
Sie heiratete am 5. Oktober 1667 Pieter Soury. Er hatte als Kind seine Eltern verloren und war bei seinem Onkel Andries Soury, dem Bürgermeister von Rotterdam aufgewachsen. Zunächst lebten sie in Den Haag, nach einem Jahr zogen sie nach Zwolle. Kurz vor der Abreise tauschte das Paar mit ihrem Vater ein Grundstück in Rotterdam gegen ein Grundstück in Overijssel. Bis auf ihr viertes Kind wurden alle Kinder in Zwolle geboren, die Familie musste 1672 wie andere Familien auch vor den münster- und kölnischen Besatzern aus Zwolle fliehen. Im Mai 1673 war Aleijda Wolfsen als Taufzeugin für ein Kind Netschers in Den Haag, doch danach muss die Familie nach Amsterdam gezogen sein, wo das vierte Kind geboren wurde. Nach dem Frieden zum Ende des Achtzigjährigen Krieges hielt sich die Familie wieder regelmäßiger in Den Haag auf. Im Mai 1675 war sie dort, um ihren Bruder Johann zu verabschieden, der als Diplomat nach Lissabon an den Königshof aufbrach. Zu der Zeit reiste ihr Mann nach Mechelen, zur Armee des Prinzen von Oranien. Wenig später wurde er zum Konvoimeister für das Noorderkwartier in Zwolle ernannt.

## Werk

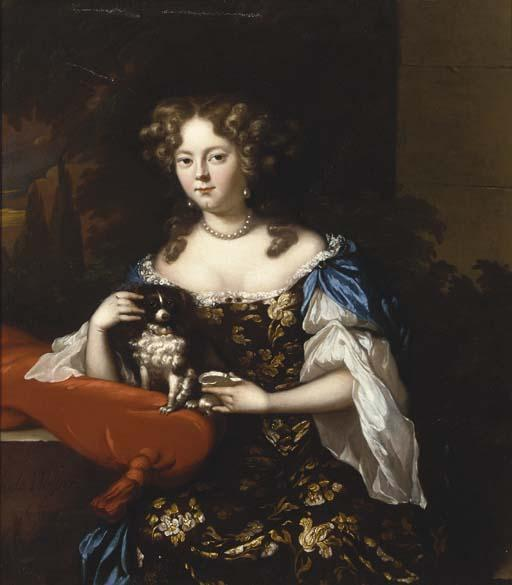
Porträt, etwa 1675

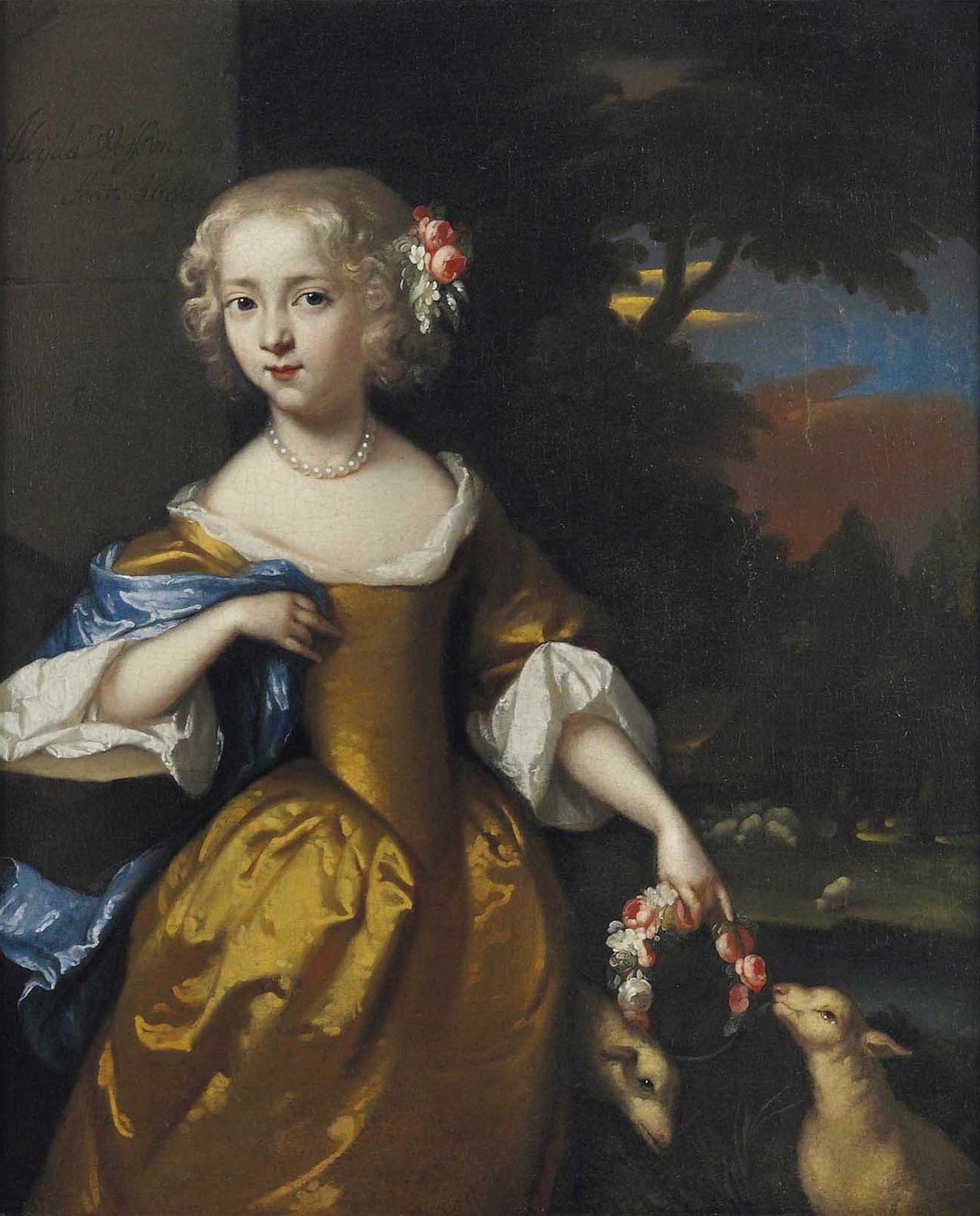
Porträt eines Mädchens, 1682

Vermutlich war Aleijda Wolfsen 1670 Schülerin von Caspar Netscher. Ihre mit A Wolfsen signierten Werke sind seinen sehr ähnlich. Netscher war ein gefragter Maler und in seinem Atelier arbeiteten neben seinen Söhnen auch weitere Schüler und Kollegen, um der Nachfrage gerecht zu werden. Das älteste bekannte signierte Gemälde von Aleijda Wolfsen stammt aus dem Jahr 1670, das letzte aus dem Jahr 1691. Sie malte Historiengemälde, vor allem aber Porträts wohlhabender Menschen, insbesondere von Frauen, die mit nach der neuesten Mode geschnittenen Haaren in geschmückten Gärten oder vor Vorhängen abgebildet wurden. Sie malte auch Kinder, mit einem Lamm oder dem damals beliebten King Charles Spaniel. Alle abgebildeten Personen, deren Identität bekannt ist, stehen in Verbindung mit der Familie Wolfsen, dem Statthaltergericht oder den Generalstaaten. Ihre Werke wurden wahrscheinlich von und für Freunde und Bekannte in Auftrag gegeben, weniger für den allgemeinen Markt. Es wird auch angezweifelt, dass sie als Mutter eines großen Haushaltes, einschließlich der Geburt von insgesamt fünfzehn Kindern, so viele Einwohner von Den Haag gemalt haben könnte. Es gibt in ihrer Familie auch keinen künstlerischen Hintergrund.
Ihre Werke finden sich im Museum Arnhem, Louvre und im Vrouwenhuis, ihrem Geburtshaus, welches nach ihrem Tod von ihrer Nichte und Schülerin Aleida Greve aufgekauft worden war und nach deren Tod zu einem Wohnhaus für Frauen gestiftet worden war. Im Rijksmuseum Amsterdam befindet sich ein Kabinett des Vrouwenhuis.
Aleijda Wolfsen starb am 25. August 1692 in Zwolle nach der Geburt ihres fünfzehnten Kindes. Sie wurde drei Tage später zusammen mit dem kleinen Jungen Coenraad Willem, benannt nach seinem Großvater und nach Hans Willem Bentinck, Vertrauter des Prinzen von Oranien, in einem Sarg in der Grote Kerk beigesetzt. Sie hinterließ zehn Kinder im Alter von knapp 2 bis 22 Jahren.

### Vergessenheit und Verwechselung
Nach ihrem Tod geriet Aleijda Wolfsen in Vergessenheit. J.C. Weijerman bemerkte 1769, dass die schönen Porträts von Alida Wolfsen aus dem Jahr 1687 denen von Netscher ähneln, er aber weiter nichts über sie sagen könne. Erst 1864 entdeckte Kramm sie als hervorragende Porträtmalerin, doch auch er konnte keine biografischen Angaben machen. Seit 1867 gilt die Malerin als Tochter von Hendrik Wolfsen und 1899 wurde erstmals die Ähnlichkeit zwischen der Signatur dieser Frau und der Signatur auf den Porträts festgestellt. Ihr Sterbedatum und das aller ihrer Kinder wurden erst 1994 entdeckt.
Da es eine zweite Aleijda Wolfsen (1645–1707) gibt, eine unverheiratete Tochter von Gregorius Wolfsen († 1666), Agent der Generalstaaten der Städte im Staat Flandern, und Swaantje ter Stege (* 1611), die zudem mit Aleijda Wolfesn aus Zwolle über Vater und Mutter als Cousinen zweiten Grades verwandt war, gibt es eine gewisse Verwirrung. Beide kannten Netscher und bewegten sich in seinen Kreisen. Beide traten 1667 als Taufzeugen für Kinder des Malers auf. Im Jahr 1692 lebte diese Aleijda Wolfsen in Den Haag. Sie starb am 30. Oktober 1707 im Haus ihres unverheirateten Bruders Zeger Wolfsen und wurde am 6. November in der Kirche von Spaarnwoude beigesetzt. Im Jahr zuvor hatte sie in Haarlem ihr Testament aufsetzen lassen, in dem ihm unter anderem, leider nicht näher bezeichnet, Gemälde und Drucke vermacht wurden.
Es kann nicht mit Sicherheit gesagt werden, welche der beiden Aleijdas Wolfsen eine Schülerin Netschers war, möglich wäre es bei beiden gewesen. Die signierten und zugeschriebenen Gemälde weisen recht große Unterschiede auf. Dies erklärt, warum Gemälde von Aleijda Wolfsen auf Auktionen mit Werken von Malern verwechselt werden, die anders als Caspar Netscher gemalt haben, wie etwa Constantijn Netscher oder Frans und Willem van Mieris. Allerdings kann keine Quelle, weder zeitgenössische noch spätere, definitiv eine direkte Verbindung zwischen der mysteriösen Malerin Aleijda Wolfsen und einer der beiden Frauen dieses Namens herstellen. Die Signatur von Aleijda Wolfsen aus Zwolle weist derzeit die größte Ähnlichkeit mit der Signatur auf den im Stil von Caspar Netscher gemalten Porträts auf.